# Bangkok Post
Bangkok Post är en engelskspråkig dagstidning i Thailand, grundad 1946. Tidningen grundades av Alexander MacDonald, en före detta OSS-officer, och Prasit Lulitanond.
Thailand var 1946 det enda landet i sydöstasien som hade en sovjetisk ambassad, och den amerikanska ambassaden ville ha en oberoende men proamerikansk tidning som delade deras synsätt, och därmed grundades tidningen. Idag är den tillsammans med den engelskspråkiga konkurrenten The Nation de största engelskspråkiga nyhetstidningarna i Thailand.